# Stagmomantis nahua
Stagmomantis nahua är en bönsyrseart som beskrevs av Henri Saussure 1869. Stagmomantis nahua ingår i släktet Stagmomantis och familjen Mantidae. Inga underarter finns listade i Catalogue of Life.